# ترانه‌های ناسیونال سوسیالیسم

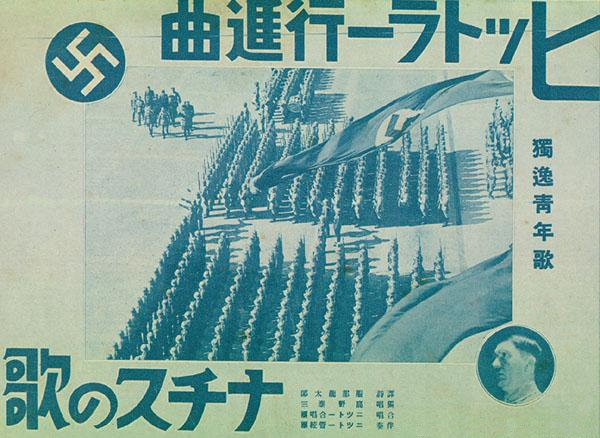
ترانه‌های ناسیونال سوسیالیسم

منظور از ترانه‌های ناسیونال سوسیالیسم، ترانه‌هایی هستند که برای حزب سوسیالیست ملی کارگران آلمان (N.S.D.A.P) نوشته شده‌اند. گاهی برخی از ترانه‌هایی که پیش از تشکیل حزب یا در زمان جنگ جهانی اول ساخته شده‌اند اما اغلب توسط نازی‌ها به کار می‌رفتند؛ با ترانه‌های ناسیونال سوسیالیسم اشتباه گرفته می‌شوند. سرود آلمانی‌ها نمونه‌ای از ترانه‌های قدیمی است که در سال ۱۸۴۱ ساخته شد و در سال ۱۹۲۲ به عنوان سرود ملی جمهوری وایمار برگزیده شد. در سال ۱۹۳۰ ترانه هورست وسل که نمونه‌ای از ترانه‌های ناسیونال سوسیالیسم است در کنار آن به عنوان سرود ملی رایش سوم برگزیده شد. همچنین ترانهٔ Die Wacht am Rhein که پس از به کار رفتن در صحنه‌ای از فیلم کازابلانکا در سال ۱۹۴۱ مشهور شد؛ در آن زمان ۱۰۰ سال قدمت داشت.
امروزه در جمهوری فدرال آلمان، خواندن یا اجرای عمومی ترانه‌هایی که ویژه آلمان نازی شناخته شده‌اند ممنوع بوده و می‌تواند مجازات بیش از سه سال حبس در پی داشته باشد.

## ترانه هورست وسل
ترانه هورست وسل (به آلمانی: Horst-Wessel-Lied) یا پرچمها را بیفرازید! (به آلمانی: Die Fahne hoch)، نام ترانه‌ای است که از سال ۱۹۳۳ تا ۱۹۴۵ به عنوان سرود رسمی حزب سوسیالیست ملی کارگران آلمان و همچنین سرود ملی دوم آلمان نازی شناخته می‌شد. این ترانه و ملودی پس از شکست آلمان نازی در جنگ جهانی دوم در سال ۱۹۴۵ در آلمان و اتریش ممنوع شده‌است؛ مگر برای اهداف آموزشی. این ترانه توسط هورست وسل ساخته شد که در سال ۱۹۳۰ به ضرب گلوله یکی از اعضای حزب کمونیست آلمان کشته شد و تبدیل به یکی از قهرمانان حزب نازی شد.

## آلمان بیدار شو!
آلمان بیدار شو نیز یکی از ترانه‌های ساخته شده توسط نازی‌هاست:

## استخوان‌های پوسیده دارند می‌لرزند
استخوان‌های پوسیده دارند می‌لرزند (به آلمانی: Es zittern die morschen Knochen)، ساخته شده توسط هانس باومن، پس از ترانه هورست وسل، یکی از معروف‌ترین ترانه‌های نازی است که سرود رسمی سازمان جوانان هیتلری بود.

## اس‌اس در خاک دشمن رژه می‌رود
اس‌اس در خاک دشمن رژه می‌رود (به آلمانی: SS marschiert in feindesland) که با عنوان سرود شیطان (به آلمانی: Teufelslied) نیز شناخته می‌شود، یک مارش راهپیمایی رایش سوم بود که توسط وافن اس اس استفاده شد. این ترانه شامل عناصر قهرمانی، وفاداری، ضد کمونیسم و میهن‌پرستی است که در ریتمی از موسیقی معمولی آلمان ارائه می‌شود.